# Campionat del Món d'atletisme de 2009 - 400 metres masculins
Els 400 metres masculins al Campionat del Món d'atletisme de 2009 van tenir lloc a l'Estadi Olímpic de Berlín els dies 18, 19 i 21 d'agost.

## Medallistes
| Or                             | Argent                        | Bronze                         |
| LaShawn Merritt · Estats Units | Jeremy Wariner · Estats Units | Renny Quow · Trinitat i Tobago |

## Rècords
| Rècord del món         | Michael Johnson (USA)       | 43.18 | Sevilla, Espanya     | 26 d'agost de 1999     |
| Rècord del campionat   | Michael Johnson (USA)       | 43.18 | Sevilla, Espanya     | 26 d'agost de 1999     |
| Marca mundial de l'any | LaShawn Merritt (USA)       | 44.50 | Baie-Mahault, França | 3 de juliol de 2009    |
| Rècord d'Àfrica        | Gary Kikaya (COD)           | 44.10 | Stuttgart, Alemanya  | 9 de setembre de 2006  |
| Rècord d'Àsia          | Mohamed Amer Al-Malky (OMA) | 44.56 | Budapest, Hongria    | 12 d'agost de 1988     |
| Rècord de Nord-amèrica | Michael Johnson (USA)       | 43.18 | Sevilla, Espanya     | 26 d'agost de 1999     |
| Rècord de Sud-amèrica  | Sanderlei Parrela (BRA      | 44.29 | Sevilla, Espanya     | 26 d'agost de 1999     |
| Rècord d'Europa        | Thomas Schönlebe (GDR)      | 44.33 | Roma, Itàlia         | 3 de setembre de 1987  |
| Rècord d'Oceania       | Darren Clark (AUS)          | 44.38 | Seül, Corea del Sud  | 26 de setembre de 1988 |

## Marques per classificar-se
| Mínima A | Mínima B |
| -------- | -------- |
| 45.55    | 45.95    |

## Programa
| Data               | Hora  | Ronda      |
| ------------------ | ----- | ---------- |
| 18 d'agost de 2009 | 11:05 | Sèries     |
| 19 d'agost de 2009 | 18:15 | Semifinals |
| 21 d'agost de 2009 | 21:20 | Final      |

## Resultats

### Final
| Pos.              | Atleta          | Nacionalitat            | Temps | Notes |
| ----------------- | --------------- | ----------------------- | ----- | ----- |
| Medalla d'or      | LaShawn Merritt | Estats Units            | 44.06 | WL    |
| Medalla de plata  | Jeremy Wariner  | Estats Units            | 44.60 | SB    |
| Medalla de bronze | Renny Quow      | Trinitat i Tobago       | 45.02 |       |
| 4                 | Tabarie Henry   | Illes Verges Americanes | 45.42 |       |
| 5                 | Chris Brown     | Bahames                 | 45.47 |       |
| 6                 | David Gillick   | Irlanda                 | 45.53 |       |
| 7                 | Michael Bingham | Regne Unit              | 45.56 |       |
| 8                 | Leslie Djhone   | França                  | 45.90 |       |

AR Rècord del continent | CR Rècord del campionat | NR Rècord nacional | OR Rècord olímpic | PB/PR Millor marca personal/Rècord personal 
 SB Millor marca personal de la temporada | WL Millor marca mundial de l'any | WR Rècord del món

### Semifinals
Els dos primers de cada semifinal (Q) i els dos millors temps (q) es classificaven per la final.
| Pos. | Sèrie | Atleta           | Nacionalitat            | Temps | Notes  |
| ---- | ----- | ---------------- | ----------------------- | ----- | ------ |
| 1    | 2     | LaShawn Merritt  | Estats Units            | 44.37 | Q / WL |
| 2    | 2     | Renny Quow       | Trinitat i Tobago       | 44.53 | Q / PB |
| 3    | 1     | Jeremy Wariner   | Estats Units            | 44.69 | Q      |
| 4    | 1     | Michael Bingham  | Regne Unit              | 44.74 | Q / PB |
| 5    | 1     | Leslie Djhone    | França                  | 44.80 | q / SB |
| 6    | 1     | David Gillick    | Irlanda                 | 44.88 | q      |
| 7    | 2     | William Collazo  | Cuba                    | 44.93 |        |
| 8    | 3     | Chris Brown      | Bahames                 | 44.95 | Q      |
| 9    | 3     | Tabarie Henry    | Illes Verges Americanes | 44.97 | Q      |
| 10   | 1     | Ramon Miller     | Bahames                 | 44.99 | PB     |
| 11   | 3     | Ricardo Chambers | Jamaica                 | 45.13 | SB     |
| 12   | 3     | Kevin Borlée     | Bèlgica                 | 45.28 | SB     |
| 13   | 2     | Sean Wroe        | Austràlia               | 45.32 |        |
| 14   | 3     | John Steffensen  | Austràlia               | 45.50 |        |
| 15   | 2     | Erison Hurtault  | Dominica                | 45.59 |        |
| 16   | 2     | Rabah Yousif     | Sudan                   | 45.63 |        |
| 17   | 3     | Lionel Larry     | Estats Units            | 45.85 |        |
| 18   | 3     | Robert Tobin     | Regne Unit              | 45.90 |        |
| 19   | 2     | Martyn Rooney    | Regne Unit              | 45.98 |        |
| 20   | 1     | Joel Milburn     | Austràlia               | 46.06 |        |
| 21   | 2     | Teddy Venel      | França                  | 46.30 |        |
| 22   | 1     | Mohamed Khouaja  | Líbia                   | 46.43 |        |
| 23   | 3     | Matteo Galvan    | Itàlia                  | 46.87 |        |
|      | 1     | Johan Wissman    | Suècia                  | DNS   |        |

AR Rècord del continent | CR Rècord del campionat | NR Rècord nacional | OR Rècord olímpic | PB/PR Millor marca personal/Rècord personal 
 SB Millor marca personal de la temporada | WL Millor marca mundial de l'any | WR Rècord del món

### Sèries
Els tres primers de cada sèrie (Q) i els tres temps més ràpids (q) es classificaven per les semifinals.
| Pos. | Sèrie | Atleta                  | Nacionalitat            | Temps | Notes  |
| ---- | ----- | ----------------------- | ----------------------- | ----- | ------ |
| 1    | 5     | Ramon Miller            | Bahames                 | 45.00 | Q / PB |
| 2    | 7     | Tabarie Henry           | Illes Verges Americanes | 45.14 | Q      |
| 3    | 5     | Leslie Djhone           | França                  | 45.20 | Q      |
| 4    | 2     | Renny Quow              | Trinitat i Tobago       | 45.21 | Q      |
| 5    | 4     | LaShawn Merritt         | Estats Units            | 45.23 | Q      |
| 6    | 7     | Sean Wroe               | Austràlia               | 45.31 | Q      |
| 7    | 4     | John Steffensen         | Austràlia               | 45.37 | Q      |
| 8    | 7     | Martyn Rooney           | Regne Unit              | 45.45 | Q      |
| 9    | 1     | Robert Tobin            | Regne Unit              | 45.50 | Q      |
| 10   | 2     | William Collazo         | Cuba                    | 45.52 | Q      |
| 11   | 3     | Chris Brown             | Bahames                 | 45.53 | Q      |
| 12   | 6     | Jeremy Wariner          | Estats Units            | 45.54 | Q      |
| 12   | 1     | David Gillick           | Irlanda                 | 45.54 | Q      |
| 12   | 3     | Michael Bingham         | Regne Unit              | 45.54 | Q      |
| 15   | 1     | Rabah Yousif            | Sudan                   | 45.55 | Q / PB |
| 15   | 7     | Erison Hurtault         | Dominica                | 45.55 | q / SB |
| 17   | 3     | Joel Milburn            | Austràlia               | 45.56 | Q / SB |
| 17   | 7     | Mohamed Khouajaa        | Líbia                   | 45.56 | q / NR |
| 19   | 6     | Ricardo Chambers        | Jamaica                 | 45.57 | Q      |
| 20   | 2     | Kevin Borlée            | Bèlgica                 | 45.61 | Q      |
| 21   | 1     | Lionel Larry            | Estats Units            | 45.64 | q      |
| 22   | 2     | Marcin Marciniszyn      | Polònia                 | 45.77 | SB     |
| 23   | 5     | Johan Wissman           | Suècia                  | 45.83 | Q      |
| 24   | 4     | Matteo Galvan           | Itàlia                  | 45.86 | Q / PB |
| 25   | 5     | Maksim Dyldin           | Rússia                  | 45.91 |        |
| 26   | 1     | Young Talkmore Nyongani | Zimbàbue                | 45.92 |        |
| 27   | 1     | Cédric Van Branteghem   | Bèlgica                 | 45.94 |        |
| 28   | 4     | Héctor Carrasquillo     | Puerto Rico             | 46.11 |        |
| 29   | 2     | Arismendy Peguero       | República Dominicana    | 46.13 |        |
| 30   | 6     | Teddy Venel             | França                  | 46.16 | Q      |
| 31   | 3     | Eric Milazar            | Maurici                 | 46.39 |        |
| 32   | 5     | Gil Roberts             | Estats Units            | 46.41 |        |
| 33   | 7     | Saul Weigopwa           | Nigèria                 | 46.42 |        |
| 34   | 3     | Isaac Makwala           | Botswana                | 46.45 |        |
| 35   | 4     | Alvin Harrison          | República Dominicana    | 46.67 |        |
| 36   | 3     | Nagmeldin Ali Abubakr   | Sudan                   | 46.48 |        |
| 37   | 1     | Hideyuki Hirose         | Japó                    | 46.80 |        |
| 38   | 6     | Yuzo Kanemaru           | Japó                    | 46.83 |        |
| 39   | 7     | Rondell Bartholomew     | Grenada                 | 46.85 |        |
| 40   | 3     | Andrés Silva            | Uruguai                 | 46.86 |        |
| 41   | 2     | Mathieu Gnanligo        | Benín                   | 47.00 | SB     |
| 42   | 6     | Yousef Ahmed Masrahi    | Aràbia Saudita          | 47.03 |        |
| 43   | 5     | Mark Kiprotich Muttai   | Kenya                   | 47.04 |        |
| 44   | 2     | Nelson Stone            | Papua Nova Guinea       | 47.13 |        |
| 45   | 6     | Pieter Smith            | Sud-àfrica              | 48.14 |        |
| 46   | 5     | Naiel d'Almeida         | São Tomé i Príncipe     | 49.47 |        |
| 47   | 7     | Moumouni Kimba          | Níger                   | 50.93 | PB     |
| 48   | 3     | Zaw Win Thet            | Myanmar                 | 51.41 | PB     |
|      | 2     | Michael Mathieu         | Bahames                 | DSQ   |        |
|      | 4     | Gary Kikaya             | R.D. del Congo          | DSQ   |        |
|      | 4     | Yannick Fonsat          | França                  | DNS   |        |
|      | 5     | James Godday            | Nigèria                 | DNS   |        |
|      | 6     | Nery Brenes             | Costa Rica              | DNS   |        |

AR Rècord del continent | CR Rècord del campionat | NR Rècord nacional | OR Rècord olímpic | PB/PR Millor marca personal/Rècord personal 
 SB Millor marca personal de la temporada | WL Millor marca mundial de l'any | WR Rècord del món